# Ghiacciaio Jensen
Il Ghiacciaio Jensen (in lingua inglese: Jensen Glacier) è un ghiacciaio tributario antartico, lungo circa 20 km, che fluisce in direzione nord tra il Supporters Range, catena montuosa che fa parte dei Monti della Regina Maud, in Antartide, e il Lhasa Nunatak per andare a confluire nel Ghiacciaio Snakeskin. 
La denominazione fu assegnata dall'Advisory Committee on Antarctic Names (US-ACAN), in onore di Kenard H. Jensen, meteorologo dell'United States Antarctic Research Program presso la Base Amundsen-Scott nel 1963.